# Hålen, Jämtland
Hålen är en sjö i Bergs kommun i Jämtland och ingår i Ljungans huvudavrinningsområde. Sjön är 22,6 meter djup, har en yta på 5,08 kvadratkilometer och är belägen 353,9 meter över havet. Sjön avvattnas av vattendraget Ljungan.

## Delavrinningsområde
Hålen ingår i det delavrinningsområde (695180-142710) som SMHI kallar för Utloppet av Hålen. Medelhöjden är 409 meter över havet och ytan är 30,88 kvadratkilometer. Räknas de 322 avrinningsområdena uppströms in blir den ackumulerade arean 3 007,26 kvadratkilometer. Avrinningsområdets utflöde Ljungan mynnar i havet. Avrinningsområdet består mestadels av skog (59 procent). Avrinningsområdet har 5,07 kvadratkilometer vattenytor vilket ger det en sjöprocent på 16,4 procent. Bebyggelsen i området täcker en yta av 0,79 kvadratkilometer eller 3 procent av avrinningsområdet.